# 1616
1616 је била преступна година.

## Рођења

### Јун
- 24. јун — Фердинанд Бол, холандски сликар

## Смрти

### Јануар
- 5. јануар — Симеон Бекбулатович, руски цар

### Март
- 6. март — Франсис Бомонт, енглески књижевник

### Април
- 23. април — Вилијам Шекспир, енглески књижевник
- 23. април — Мигел де Сервантес, шпански књижевник
- 23. април — Инка Гарсиласо де ла Вега, шпански хроничар

### Мај
- 21. мај — Кузма Мињин, руски национални херој

### Јун
- 1. јун — Токугава Ијејасу, јапански шогун